# Coal River Springs Territorial Park
Der Coal River Springs Territorial Park ist ein 16,09 km² großer Provinzpark im Südwesten des kanadischen Territorium Yukon. 

## Lage
Der Territorial Park liegt etwa 80 km östlich von Watson Lake am linken Flussufer des Coal River. Er ist der südlichste und kleinste der Territorial Parks im Yukon.
Bei dem Park handelt es sich um ein Schutzgebiet der IUCN-Kategorie III (Naturdenkmal).
Auf Grund seiner abgeschiedenen Lage besuchten den Park nur wenige Besucher.

## Anlage
Der Park liegt am nordöstlichen Ufer des Coal River, einem Nebenfluss des Liard River und umschließt dort einen mehr als 1250 m hohen Berg.